# Stiphropus ocellatus
Stiphropus ocellatus là một loài nhện trong họ Thomisidae.
Loài này thuộc chi Stiphropus. Stiphropus ocellatus được Tord Tamerlan Teodor Thorell miêu tả năm 1887.